# Anthony Danze
Anthony Danze (* 15. März 1984 in Perth) ist ein ehemaliger australischer Fußballspieler. Danze nahm mit allen drei australischen Nachwuchsnationalteams an großen internationalen Turnieren teil, fasste aber im Profibereich, auch bedingt durch Verletzungen, nicht Fuß und beendete seine Profikarriere bereits 23-jährig.

## Vereinskarriere
Danze spielte bereits kurz nach seinem 16. Geburtstag für ECU Joondalup in der Western Australia Premier League, der höchsten Spielklasse des Bundesstaates. Joondalup betrieb zu diesem Zeitpunkt im Nachwuchsbereich in Kooperation mit dem englischen Erstligisten FC Southampton die Saints' Academy unter Leitung des ehemaligen englischen Profifußballers Mick Lyons und verfügte daher über zahlreiche talentierte Nachwuchsspieler. Aufgrund dieser Beziehungen absolvierte Danze 2000 auch ein Probetraining beim FC Southampton, lehnte ein Angebot des englischen Klubs aber ab. Stattdessen wechselte er im September 2000 zu Perth Glory, dem einzigen westaustralischen Klub in der landesweiten Spielklasse National Soccer League. Als Begründung für seinen Verbleib in Australien nannte er, dass er sich noch nicht für den Wechsel nach England bereit fühle und sich zunächst in der australischen Top-Liga beweisen wolle.
Nachdem er Anfang 2001 leihweise bei Inglewood United spielte um Spielpraxis zu sammeln, wurde er wenig später am Australian Institute of Sport in Canberra aufgenommen, mit dem er bis Mitte 2002 in der National Soccer Youth League antrat. Ab Juli 2002 war das Mittelfeldtalent wieder bei Perth Glory, musste auf sein Pflichtspieldebüt aber bis Februar 2003 warten. Nach sieben Einsätzen in der Saison 2002/03 blieb der erhoffte Durchbruch in der Folgesaison aus. Auch durch seine Abwesenheiten mit der australischen U-20- und U-23-Auswahl brachte er es nur auf vier Saisoneinsätze, als Perth den Meistertitel erfolgreich verteidigte. Weder beim 2:0-Finalerfolg gegen die Olympic Sharks 2003 noch im Finale 2004 gegen Parramatta Power (1:0 n. V.) kam Danze zum Einsatz.
Nachdem die NSL zum Ende der Saison 2003/04 eingestellt worden war, absolvierte Danze im Anschluss an die Olympischen Sommerspiele ein erfolgreiches einmonatiges Probetraining beim englischen Erstligisten Crystal Palace und unterschrieb einen Zwei-Jahres-Vertrag. Nach einem Einsatz bei der 0:2-Niederlage im League Cup gegen Manchester United im Old Trafford, wurde er Ende Dezember 2003 für einen Monat an die Milton Keynes Dons in die Football League One verliehen, sein dortiges Engagement endete nach einer in seinem zweiten Einsatz erlittenen Verletzung aber frühzeitig. Obwohl Palace in der Saison 2004/05 knapp den Klassenerhalt in der Premier League verpasste und in die Football League Championship abgestiegen war, besserten sich die Einsatzchancen für Danze nicht. Nach einem weiteren Einsatz im League Cup löste er schließlich im Oktober 2005 seinen Vertrag mit dem Klub vorzeitig auf und kehrte nach Australien zurück.
Zurück in Perth spielte er 2006 zeitweilig wieder für Inglewood United, wurde aber wie schon während seiner Zeit bei Crystal Palace von Verletzungen eingeschränkt und nahm eine längere Pause vom Fußball, die nach eigenen Angaben im Juni 2007 fast zwei Jahre umfasste. Perth Glory, mittlerweile in der als NSL-Nachfolgeliga gegründeten A-League aktiv, nahm Danze dennoch für die Saison 2007/08 unter Vertrag. Weiterhin bestehende Verletzungsprobleme warfen ihn im Saisonverlauf immer wieder zurück und resultierten in Fitnessproblemen, so dass sein Vertrag in gegenseitigem Einvernehmen im Dezember 2007 nach acht Ligaeinsätzen wieder aufgelöst wurde. 2011 gehörte er zum Aufgebot des Balcatta SC in der Premier League von Western Australia, 2016 bestritt er – ebenfalls in der höchsten westaustralischen Spielklasse – weitere vier Partien für den Perth SC.

## Nationalmannschaft
Mit der australischen U-17-Auswahl gewann Danze 2001 souverän das ozeanische Qualifikationsturnier für die U-17-Weltmeisterschaft 2001 auf Trinidad und Tobago. Bei der WM-Endrunde agierte er im zentralen Mittelfeld an der Seite von Carl Valeri und erzielte im entscheidenden dritten Vorrundenspiel drei Treffer beim 4:0-Erfolg gegen die kroatische U-17, womit er seinem Team den Einzug ins Viertelfinale sicherte. Dort erwies sich das nigerianische Team als zu stark und siegte mit 5:1.
Kurz vor der U-20-Weltmeisterschaft 2003 in den Vereinigten Arabischen Emiraten rückte Danze in das U-20-Kader von Trainer Ange Postecoglou, der bereits bei der U-17-WM 2001 verantwortlich war. Der Mittelfeldakteur bestritt drei der vier Turnierpartien Australiens und erzielte im letzten Vorrundenspiel beim 3:2-Sieg gegen den späteren Weltmeister Brasilien zwei Treffer. Australien scheiterte anschließend im Achtelfinale am Team des Gastgebers. Im offiziellen Turnierbericht wird er neben Spase Dilevski als „herausragender Spieler“ seines Teams geführt und als „kreativer Mittelfeldspieler, technisch versiert, mit dem Auge für den entscheidenden Pass zum richtigen Zeitpunkt“ beschrieben.
Anfang 2004 verpasste Danze verletzungsbedingt das Qualifikationsturnier für das olympische Fußballturnier in Griechenland, gehörte bei der Endrunde aber zum Aufgebot. Er kam in drei von vier Turnierpartien zum Einsatz, das einzige Mal in der Startelf stand er bei der 0:1-Niederlage im Viertelfinale gegen das Überraschungsteam aus dem Irak. Während die meisten seiner Olympiamitspieler in der Folge im australischen A-Nationalteam zum Einsatz kamen, blieb Danze dieser Schritt verwehrt.